# Krajowa Administracja Skarbowa

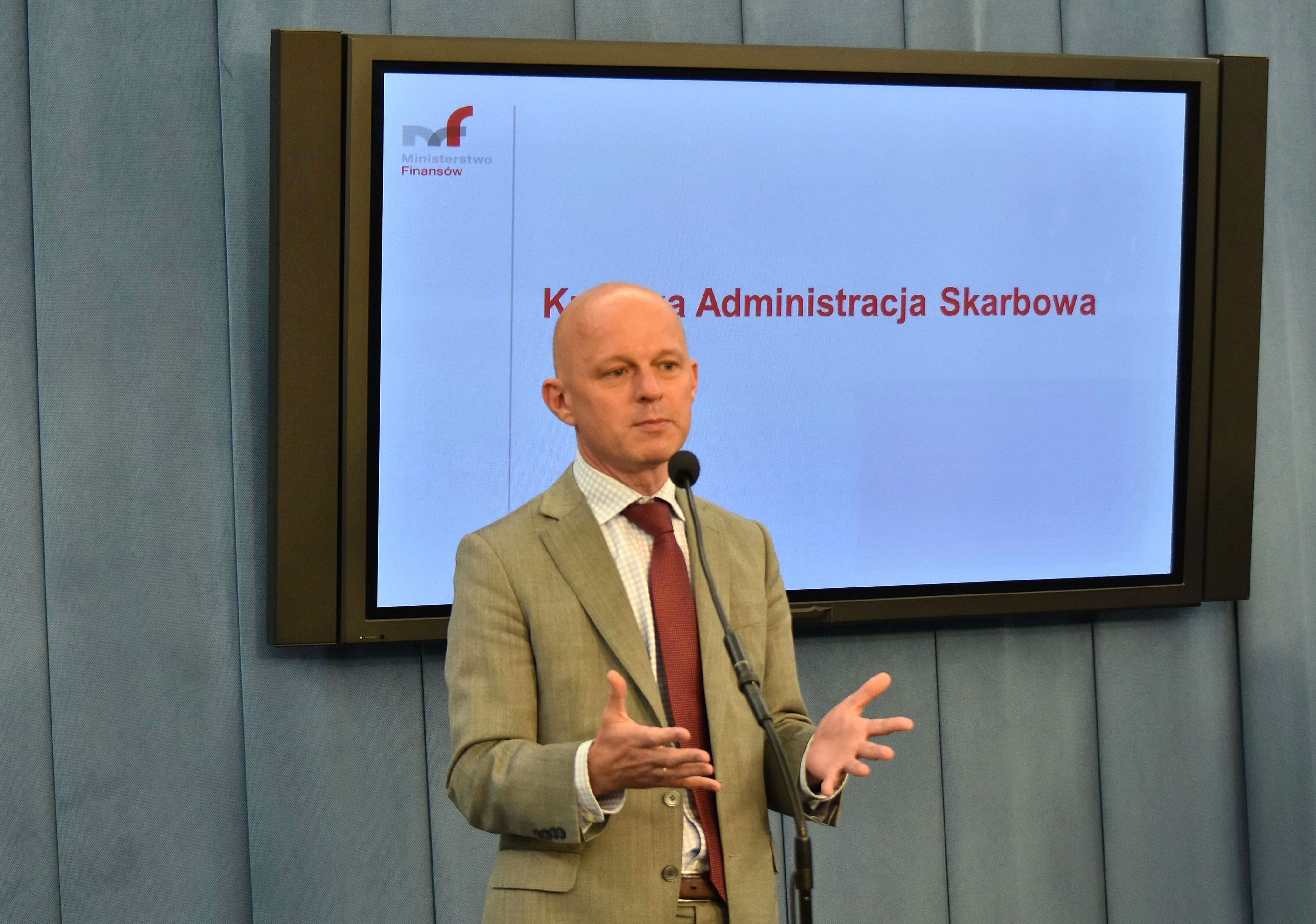
Minister Finansów Paweł Szałamacha przedstawiający założenia funkcjonowania Krajowej Administracji Skarbowej na konferencji prasowej w Sejmie (2016)

Krajowa Administracja Skarbowa – organ administracji skarbowej i celnej w Polsce. W struktury Krajowej Administracji Skarbowej wchodzi Służba Celno-Skarbowa, która jest organem ochrony bezpieczeństwa i porządku publicznego. Na czele instytucji stoi szef KAS. Krajowa Administracja Skarbowa ma również swoje święto, które obchodzi się corocznie 21 września.

## Historia
Do czasu utworzenia Krajowej Administracji Skarbowej organy administracji skarbowej były podzielone na: administrację podatkową (16 izb skarbowych, 400 urzędów skarbowych), Służbę Celną (16 izb celnych, 45 urzędów celnych, 143 oddziały celne) i kontrolę skarbową (16 urzędów kontroli skarbowej). Te trzy piony funkcjonowały niezależnie od siebie, co prowadziło do rozproszenia i spowolnienia wykonywania zadań. System ten funkcjonował w Polsce niezmiennie przez 30 lat.
16 listopada 2016 Sejm Rzeczypospolitej Polskiej przyjął ustawę o scaleniu tych służb i inspekcji w jednolity pion administracyjny, a 1 grudnia 2016 Prezydent Rzeczypospolitej Polskiej podpisał ją. Ustawa ta ujednoliciła także przepisy o kontrolach celnych i skarbowych; zainaugurowała współpracę urzędów oraz utworzyła w ramach KAS umundurowaną formację – Służbę Celno-Skarbową. Weszła ona w życie 1 marca 2017 roku.

## Definicja ustawowa
Art. 1 ust. 2–3 ustawy z dnia 16 listopada 2016 r. o Krajowej Administracji Skarbowej stanowi, że:

KAS [Krajowa Administracja Skarbowa] stanowi wyspecjalizowaną administrację rządową wykonującą zadania z zakresu realizacji dochodów z tytułu podatków, należności celnych, opłat oraz niepodatkowych należności budżetowych, ochrony interesów Skarbu Państwa oraz ochrony obszaru celnego Unii Europejskiej, a także zapewniającą obsługę i wsparcie podatnika i płatnika w prawidłowym wykonywaniu obowiązków podatkowych oraz obsługę i wsparcie przedsiębiorcy w prawidłowym wykonywaniu obowiązków celnych.
3. W ramach KAS wyodrębnia się Służbę Celno-Skarbową, będącą jednolitą i umundurowaną formacją, którą tworzą funkcjonariusze.

## Zadania
Do zadań Krajowej Administracji Skarbowej należą:
- obsługiwanie dochodów z podatków, opłat i cła;
- współpraca celna w ramach Unii Europejskiej;
- oclenie towarów i regulowanie sytuacji towarów;
- obsługa podatników i przedsiębiorców w prawidłowym opłacaniu podatków i cła;
- egzekucja podatków i zabezpieczenie należności;
- edukacja podatkowa i celna;
- prowadzenie audytu i kontroli wewnątrzurzędowej;
- kształcenie i szkolenie pracowników i funkcjonariuszy;
- wykonywanie statystyk, bilansów i prognoz dot. zjawisk w Krajowej Administracji Skarbowej oraz analizy ryzyka;
- przeciwdziałanie finansowaniu terroryzmu;
- kontrola przestrzegania prawa dewizowego i prawidłowego wystawiania zezwoleń dewizowych;
- kontrola kantorów;
- wykrywanie, zwalczanie i zapobieganie przestępstwom skarbowym i obrotowi nielegalnych towarów oraz ściganie winnych;
- obsługa systemu Intrastat i Extrastat;
- współpraca przy realizacji Wspólnej polityki rolnej UE.

## Kierownictwo
- Marcin Łoboda – Szef KAS[5]
- Zbigniew Stawicki – zastępca Szefa KAS[5]
- Małgorzata Krok – zastępca Szefa KAS[6]

## Struktura organizacyjna
- Minister właściwy do spraw finansów publicznych – nadzoruje działalność KAS, kreuje politykę wykonywania zadań oraz inicjuje prawo podatkowe i celne.
- Szef Krajowej Administracji Skarbowej – nadzoruje działalność KAS i dowodzi Służbą Celno-Skarbową, odpowiada za kadry, zarządza finansami, reprezentuje na zewnątrz, analizuje działalność i współpracuje z państwami członkowskimi Unii Europejskiej w zakresie polityki skarbowej i celnej.
- Krajowa Informacja Skarbowa – udostępnia i przetwarza informacje podatkowe i celne oraz interpretuje przepisy prawa podatkowego i celnego.
- Krajowa Szkoła Skarbowości – szkoli funkcjonariuszy Krajowej Administracji Skarbowej.
- Izby administracji skarbowej – nadzorują urzędy celno-skarbowe i urzędy skarbowe, udziela dotacji dla przedsiębiorców, prowadzi audyt oraz analizuje działalność.
- Urzędy skarbowe – pobierają opłaty, podatki i cło; pomaga podatnikom w prawidłowym opłacaniu podatków oraz nakłada kary za niepłacenie podatków.
- Urzędy celno-skarbowe – wykonują kontrole celno-skarbowe i pobiera cło[7].